# 大漠計畫

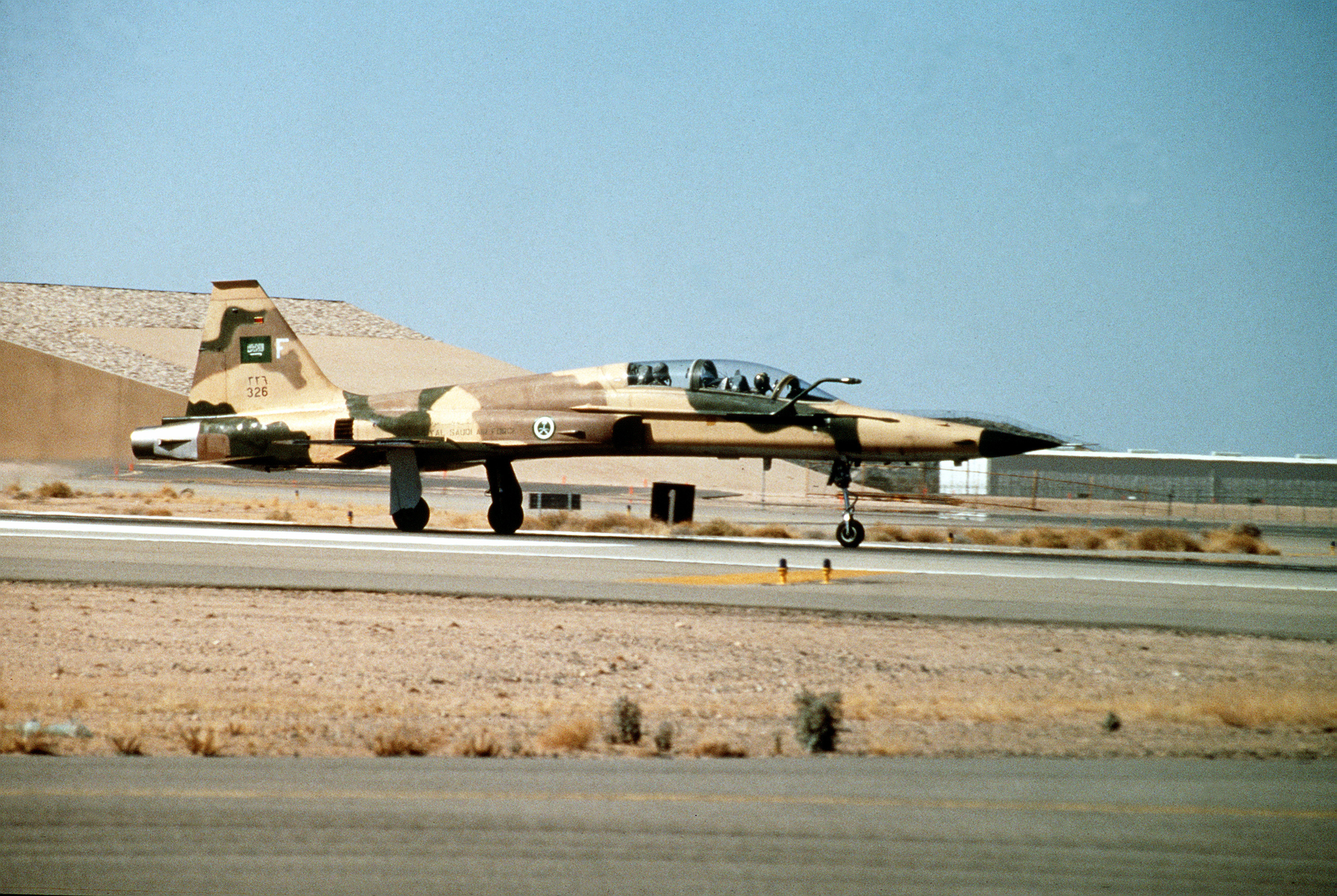
沙烏地阿拉伯皇家空軍的F-5F戰機

大漠計畫是中華民國政府從1979年開始每年從中華民國空軍派遣近百名現役飛行員和地勤人員以沙烏地阿拉伯皇家空軍軍人的身份軍援葉門阿拉伯共和國（北葉門）的祕密計畫，直到1990年葉門統一才结束，中華民國空軍共在12年中派出七百多位人員。沙烏地阿拉伯及葉門稱此案為和平鐘計畫（Peace Bell Program）。

## 背景
1962年9月26日，以阿里·阿卜杜拉·薩利赫為首的“自由軍官組織”發動革命，廢黜了新加冕的也门穆塔瓦基利亚王国國王穆罕默德·巴德尔，控制了沙那，建立葉門阿拉伯共和國，北葉門開始内戰。蘇聯支持革命，率先承認葉門阿拉伯共和國，阿拉伯聯合共和國（埃及）更派出大量部隊參戰，沙烏地阿拉伯和約旦兩國在内戰中則支持北葉門王室。戰火延伸至沙烏地阿拉伯，由於沙烏地阿拉伯和約旦的空軍缺少飛行員，於是兩國向中華民國提出，希望中華民國派出飛行員和地勤人員，負責駕駛和維護沙烏地阿拉伯空軍的F-86戰機，為支持北葉門王室的軍隊提供空中支援。時任中華民國總統蔣中正婉拒了兩國立即出兵的要求，但秘密派遣空軍少將楊紹廉、飛行上校冷培澍、後勤上校李文忠3人前往約旦考察。3人到約旦不久，局勢又生變化，美國派遣了3個中隊的F-100戰鬥機前往沙烏地阿拉伯，不再需要中華民國出兵。1967年埃及開始撤軍，至1970年北葉門内戰结束，沙烏地阿拉伯承認葉門阿拉伯共和國。
1966年，約旦提出了請中華民國空軍訓練約旦飛行員的要求。約旦開始派遣軍事人員赴中華民國空軍基地秘密培訓。1972年5月，前中華民國空軍總司令王叔銘任駐約旦王國大使。1974年中華民國空軍派出兩名上校軍官前往約旦擔任軍事顧問和高級戰術教官。1975年前空軍總司令陳衣凡任駐約旦大使。中華民國派遣一個軍事教練小組赴約旦，進行戰鬥機基本戰術訓練教學，同時地勤人員也跟進。1977年約旦與中華民國斷交，之後兩國仍有軍事交流。
1967年11月30日南葉門獨立，成立南葉門人民共和國。1970年11月30日改名為葉門人民民主共和國。
1979年3月，奉行共產主義的南葉門與北葉門（葉門阿拉伯共和國）發生軍事衝突，沙烏地阿拉伯一方面要援助北葉門對抗共產主義國家，另一方面不願看到北葉門繼續深受蘇聯影響，派出援助團援助北葉門，包括提供美製F-5E給北葉門只剩幾架米格機的空軍。當時北葉門原則上同意免費的戰機，但又不願在内戰中曾支持前北葉門王室的沙烏地阿拉伯空軍進駐。沙烏地阿拉伯一方面不信任有意援助的美國，另一方面沙烏地阿拉伯認為當時主動爭取的韓國是要藉機打入沙國市場，當時操作F-5E的中華民國空軍成為替代沙烏地阿拉伯空軍的最佳選擇。
1979年3月，沙烏地阿拉伯駐中華民國武官與中華民國國軍將領打高爾夫球時，希望中華民國伸出援手，由於此為非正式場合，中華民國將領表示，若沙烏地阿拉伯提出請求，會慎重考慮；沙烏地阿拉伯武官將此視為正式答覆，數天後沙烏地阿拉伯就正式來函，請中華民國派兵援助北葉門。

## 秘密協約
當時美國剛與中華民國斷交，沙烏地阿拉伯成為後者最大的邦交國。當時的中華民國空軍總部副總司令陳鴻銓率領陳燊齡等人飛往沙國瞭解、談判。參與者還有駐沙大使薛毓麒、外交部次長錢復等人。原本打算見機行事，予以婉拒。沒想到利雅德方面將邦交和軍援北葉門案一併討論，使中華民國無法拒絕。其間由蔣經國總統親自批准此一計畫，整件事列為「絕對機密」。
双方同意戰機及附屬裝備、人員經費均由沙烏地阿拉伯比照該國軍人的待遇提供。特遣隊人員接受沙烏地阿拉伯援助團的指揮、管制。人員任期一年，任期屆滿調返。參與此項行動之人員，如遇兵災及不可抗拒之意外，導致產生損傷、傷亡，其後送事宜由沙烏地阿拉伯派遣專機實施後送作業。兩國每年於同一時間於沙烏地阿拉伯更換協約。此次史無前例之軍事合作及海外派兵計畫，在中華民國稱為「大漠計畫」，在沙烏地阿拉伯則稱為「和平鐘計畫」（Peace Bell Program）。秘密協約使中沙邦誼擴及軍事合作更形穩固。

## 大漠
第一批持沙烏地阿拉伯護照，穿沙烏地阿拉伯軍裝的中華民國空軍現役軍人80人，包括飛行員8人，領隊為陳夢賢中校（台南基地），於1979年4月26日抵達北葉門首都沙那。飛機是沙烏地阿拉伯提供的4架F-5B及12架F-5E，中華民國空軍現役軍人編成為北葉門空軍112中隊。當時首批飛行員駕駛F-5E以鑽石隊形低空飛越沙那市區，引起民眾注意，成為以後每逢北葉門國慶必有的一個節目。陳夢賢中校一年後離任，改由黃晞晟中校（水上基地）出任隊長。
大漠計畫人員以空中巡邏及飛機修護為主要任務。唯當時沙烏地阿拉伯軍人的待遇約為中華民國空軍的10倍，有“大漠一年、台灣十年”一説。另在沙烏地阿拉伯首都利雅德設立聯絡組，置上校組長一名。
當時美國亦派遣飛行教官一名，代表F-5E生產商諾斯洛普公司參與北葉門空軍的飛行訓練工作。1985年北葉門本身飛行員已趨成熟，大漠計畫人員的任務偏重於飛機維修與試飛等，退居第二線。中華民國國防部史政編譯室出版的《鐵翼雄鷹：大漠計畫口述歷史》亦表示中華民國空軍在北葉門執行維修和訓練工作，但未參與作戰任務。

### 兩伊戰爭
兩伊戰爭期間，北葉門支持伊拉克，曾要求戰機掛彈待命。

### 尾聲
1990年5月22日，葉門阿拉伯共和國與葉門人民民主共和國合併，成立葉門共和國。1990年7月沙烏地阿拉伯與中華民國斷交。1990年8月2日伊拉克入侵科威特，葉門一向支持伊拉克，沙烏地阿拉伯援助團悄悄撤離，大漠計畫人員險遭扣留，後來求助沙烏地阿拉伯在當年9月全數返國。

## 參與人員
- 張國政－前民航局局長。
- 雷玉其－第19任空軍司令。
- 沈一鳴－第八梯次成員，第22任空軍司令，第12任國防部軍政副部長，第27任參謀總長。
- 李伯偉－時任大漠連絡組上校組長，前黑貓中隊U-2偵察機飛行員，官拜前聯勤中將副總司令。
- 蔡盛雄－時任第六梯次領隊、大漠連絡組上校組長，前黑貓中隊最後一位完訓U-2偵察機飛行員。
- 唐卉璋－時任大漠連絡組上校組長。
- 劉書文－時任大漠連絡組上校組長。
- 蔡竹有－時任大漠連絡組上校組長，前雷虎小組飛行員，前空軍情報署少將署長。
- 陳遠雄－第三梯次訓練官 前國防部整合評估司首任司長、國防部參事兼國賠會主委及戰規司國防政策處處長。

### 各梯次隊長
大漠計劃裡分成沙烏地、葉門兩個部分，沙烏地是聯絡組，葉門是特遣隊，最正確的資料在岡山空軍官校校史館裡。
葉門沙那特遣隊隊長：
3月空軍組訪沙大漠小組陳鴻銓中將副總司令率領十人小組與沙國簽訂軍事合作。
- 陳夢賢中校（第一梯次）1979年4月3日第一批大漠中隊隊員抵達沙烏地阿拉伯達蘭機場（英语：King Abdulaziz Air Base），4月4日轉西部塔伊夫市，4月26日抵北葉門首都沙那。中隊行政長兼政戰主管張新民少將。
- 黃晞晟中校（第二梯次）1980年4月第二批隊員抵北葉門首都沙那。沒有詳細的離境記載報導不透明。領隊是張焰明，行政長金國樑。
- 鄺子崇中校（第三梯次）1981年四月第三批隊員抵北葉門首都沙那。
- 王銓鑫中校（第四梯次）1982年四月第四批隊員抵北葉門首都沙那。
- 張國政中校（第五梯次）
- 李大明中校（第六梯次）

沙烏地利亞德聯絡組組長：
- 蔡盛雄上校（第六梯次）